# 佐藤勇人 (ラグビー選手)
佐藤 勇人（さとう ゆうと、1992年9月21日 - ）は、ジャパンラグビーリーグワン清水建設江東ブルーシャークスに所属するラグビー選手。

## プロフィール
- 秋田県潟上市出身。
- ポジションはプロップ(PR)。
- 身長 182 cm、体重 110 kg
- ニックネームはゆうと。
- 全関東高校代表に選ばれたことがある[1]。
- U17日本代表に選ばれたことがある[2]。

## 略歴
13歳からラグビーを始めた。
2011年、秋田中央高校卒業後、早稲田大学に入る。なお秋田中央高校時代、高校日本代表に選ばれたことがある。　
2015年、早稲田大学卒業後、NTTコミュニケーションズシャイニングアークス(現・浦安D-Rocks)に加入。
2016年8月27日に行われたジャパンラグビートップリーグ第1節の神戸製鋼コベルコスティーラーズ戦に途中出場で公式戦初出場を果たす。
2018年、清水建設ブルーシャークス(現・清水建設江東ブルーシャークス)に加入。